# 太空軍

截至，美國太空軍是各国军队中唯一作为独立军种存在的太空作战部队。

俄羅斯太空軍的標誌，曾在1992年至1997年和2001年至2011年期間作為獨立军种存在

太空軍（英語：Space Force），亦稱天军、空间军、空间武力或宇宙軍，是一個与太空戰爭相關聯的军种。它可以是一國空軍的組成部分，也可作為航太部隊或作為航空部隊。

## 歷史
美國太空軍事的開發始於1945年的空軍與陸軍，其大部分太空部隊是在空軍內部組織的，該部隊於1962年執行太空任務。1982年，空軍創建了空軍太空司令部，將所有美國空軍太空力量合併為一個司令部。美國陸軍和美國海軍所擁有的太空資產數量相對減少，集中在陸軍太空與導彈防禦司令部和海軍第十艦隊。太空行動的作戰司令部集中在美國太空司令部內部，該部門先前於1985年至2002年存在，並於2019年8月設立。2019年12月，美國國會授權成立美國太空軍，該軍於2019年12月20日成立，將空軍太空司令部重新指定為美國太空軍並將其提升成獨立機構。
1992年8月10日，俄羅斯太空軍成立，是一個獨立的勤務部門，但尚非獨立軍事部門。在1997年，并入俄羅斯戰略火箭軍。但這一決定使軍事領域處於不利的局面，2001年，俄羅斯太空軍重新成立。
2011年，俄羅斯太空軍改組爲俄羅斯空天防禦兵。2015年，俄羅斯空軍和俄羅斯空天防禦兵合併為俄羅斯空天軍，儘管不再是一個獨立軍種，但又將該部隊重新建立為三個分支機構之一。
2018年6月18日，美國總統唐納·川普在國家太空委員會講演時說，他將會指示五角大廈組建「太空軍」，作為美軍的新軍種，與包括目前所屬的空軍在內的其他軍種相互獨立，但級別相同，並於2018年8月9日，其宣布了一項計劃，讓其2020年開始服務。

## 太空軍列表

### 獨立軍種或兵种
- 美国
  -  美國太空軍
- 中华人民共和国
  -  中国人民解放军军事航天部队
- 伊朗
  -  伊斯蘭革命衛隊空天軍（英语：Aerospace Force of the Islamic Revolutionary Guard Corps）

### 与空军的合成军种
- 俄羅斯
  -  俄罗斯空天軍
- 法國
  -  法國空天軍
- 西班牙
  -  西班牙空天軍

### 聯合和多國太空司令部
- 美国、 加拿大
  - 北美防空司令部
- 北大西洋公约组织
  - 聯合防空司令部（英语：Allied Air Command）
- 美国
  -  美國太空司令部
- 秘魯
  - 國家航空航天研究與發展委員會（英语：National Commission for Aerospace Research and Development）

### 隸屬其他部隊、單位及機構
- 澳大利亞皇家空軍
  - 第一遠程雷達部隊（英语：No. 1 Remote Sensor Unit）
- 英國皇家空軍
  - 英國皇家空軍第11聯隊（英语：No. 11 Group RAF）[4][5]
- 日本航空自衛隊
  -  宇宙作戰隊

### 已不存在的太空軍種
- 俄羅斯
  -  俄罗斯太空軍
- 美国
  -  美国空军太空司令部
- 中华人民共和国
  -  中国人民解放军战略支援部队航天系统部